# Saint-Ouen-en-Brie
Saint-Ouen-en-Brie é uma comuna francesa localizada na região administrativa da Île-de-France, no departamento Sena e Marne. A comuna possui 577 habitantes segundo o censo de 1990.